# The Star (London)
The Star var en i London utgiven engelsk kvällstidning.
The Star uppsattes 1888 av Thomas Power O'Connor och var den första engelska tidning, som upptog de moderna amerikanska journalistiska metoderna. Den understödde William Ewart Gladstone i Home rule-striden och var oppositionell mot den allmänna stämningen i England under andra boerkriget. Tidningen nedlades 1960.